# Société des missionnaires de Saint Paul
Ne doit pas être confondu avec Société missionnaire de Saint Paul ou Société de saint Paul.
La société des missionnaires de saint Paul (en latin : Societas Missionarium Sancti Pauli) est une société de vie apostolique grecque-catholique melkite de droit patriarcal.

## Histoire
Soucieux des besoins de l'Église grecque-catholique melkite, Germanos Mouakkad, ancien évêque de l'archéparchie de Baalbek (en), a l'idée de fonder un institut pour la prédication de missions populaires dans les zones rurales du Liban. En 1896, il se rend à Rome pour soumettre son projet au pape Léon XIII, qui l'encourage. Germanos Mouakkad prie ensuite sur les tombeaux des apôtres ; c'est là qu'il a l'intuition de mettre sa société sous le patronage de saint Paul. Rentré dans son pays, il en parle au patriarche melkite catholique d'Antioche, Grégoire II Joseph Sayyour, qui lui donne son approbation dans une lettre du 15 novembre 1896. L'institut est fondé le 15 août 1903 à Harissa, où un prêtre, un diacre et un laïc venus se placer sous les ordres de Germanos Mouakkad prononcent leurs vœux.
En 1905, le prêtre Joseph Sayegh les rejoint ; après la mort de Germanos Mouakkad en 1912, il lui succède comme supérieur de l’institut. En 1910, les paulistes fondent la revue « Al Macarrat » ainsi que l’imprimerie Saint-Paul qui éditent des publications spirituelles (bibliques, théologiques, liturgiques, vies de saint). La société est approuvée le 5 août 1925 par le patriarche d'Antioche Dimitri Ier Qadi. De 1922 à 1950, le prêtre Antoine Habib, entré dans l’institut en 1908, donne un élan à l’œuvre missionnaire, fonde le scolasticat en 1931 et le petit séminaire en 1938. L’institut, tout en dépendant de la juridiction du patriarche grec-melkite catholique, est ouvert aux aspirants d’autres rites. Les paulistes dirigent depuis 1972 l'institut Saint-Paul de théologie et de philosophie, ainsi qu'un grand séminaire dont les élèves viennent de plusieurs pays d'Orient.

## Activités et diffusion
Les paulistes se consacrent aux missions populaires, à l'apostolat de la presse et au dialogue œcuménique avec les melchites orthodoxes. Depuis 1968, sur mandat du conseil pontifical pour le dialogue inter-religieux, ils sont engagés dans les relations avec les musulmans.
La maison-mère est à Harissa, au Liban.
En 1974, la société comptait 55 membres répartis dans 6 maisons.

## Supérieurs
- 1968-1975 : Habib Bacha (en), ensuite de 1975 à 1999 archevêque de Beyrouth et Jbeil
- 1987-1993 : Joseph Kallas, depuis 2000 archevêque de Beyrouth et Jbeil
- 2001-2006 : Joseph Absi, depuis 2017 patriarche d'Antioche des Melkites.